# Église de la Mère-de-Dieu de Barakoni
L'église de la Mère de Dieu de Barakoni (en géorgien : ბარაკონის ღვთისმშობლის ტაძარი, barakonis ḡvt'ismšoblis tajari) est une église orthodoxe géorgienne située dans la région historique de Ratcha sur les rives du Rioni.

## Histoire
Construite par l'architecte Avtandil Choulavreli sur commande du prince (eristavi) Rostom de Ratcha en 1753, l'église à croix inscrite respecte le canon de l'architecture ecclésiastique géorgienne. Les murs extérieurs sont décorés d'ornements en pierre taillée.